# Frankophone Kanadier

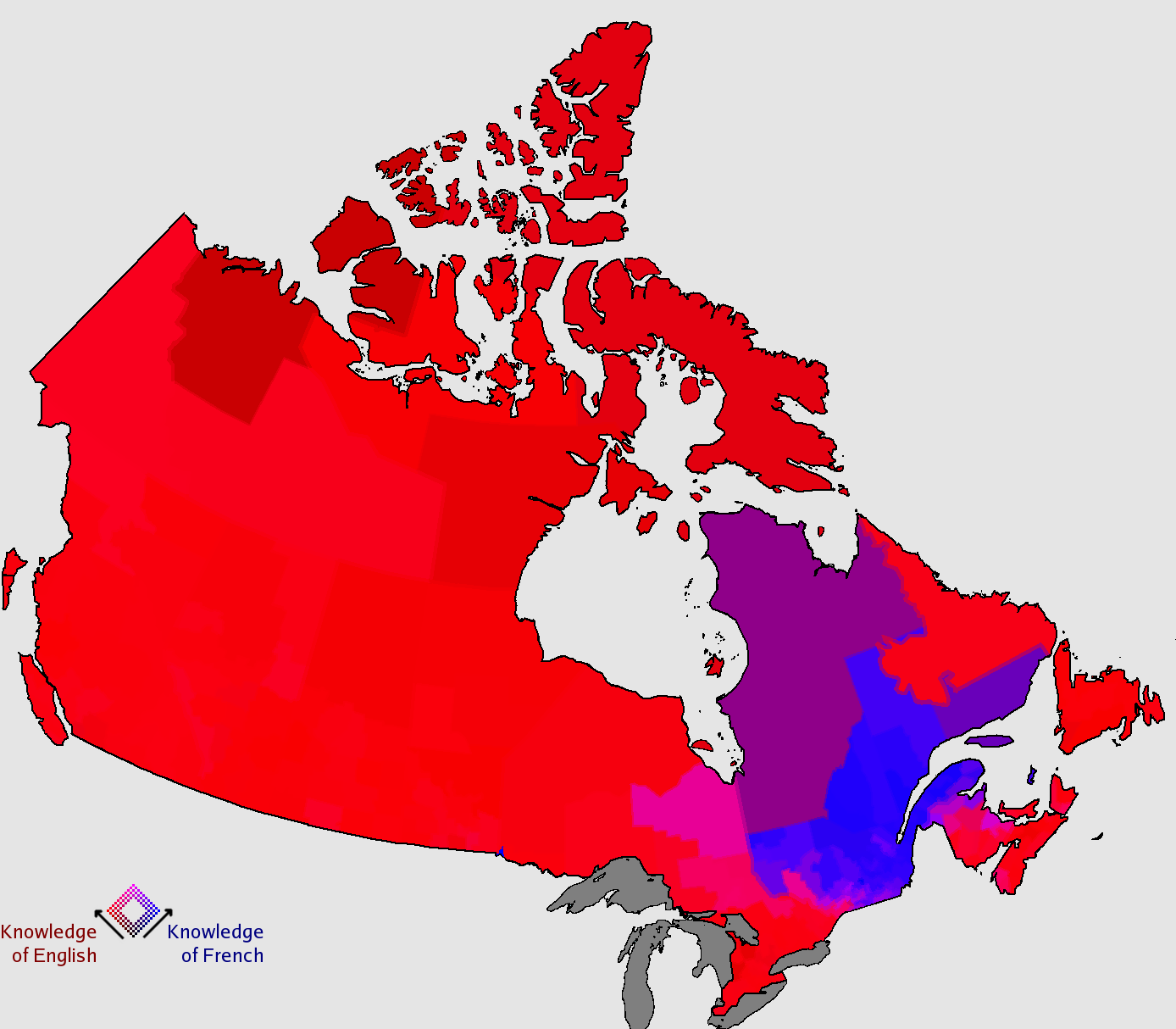
Sprachverteilung in Kanada: mehrheitlich französischsprachige Gebiete in Blau/Lila

Französisch ist die Erstsprache von 7,9 Millionen Kanadiern. Das entspricht 23,8 % der Gesamtbevölkerung Kanadas gegenüber 75,6 % anglophonen Kanadiern. Die deutliche Mehrheit (etwa 81,3 %) der frankophonen Kanadier lebt in Québec, wo sie 78,1 % der Bevölkerung stellen. Größere frankophone Bevölkerungsgruppen gibt es in New Brunswick (31,6 %) und in Ontario (3,9 %). Außerdem leben in den USA ungefähr zwei Millionen Menschen, deren Vorfahren frankophone Kanadier waren (siehe Französische Sprache in den Vereinigten Staaten).

## Bezeichnungen und Definition
Der Ausdruck „französische Kanadier“ (frz. Canadiens français) wurde während der Stillen Revolution populär und wird bis heute in unterschiedlichen Bedeutungen für frankophone Bevölkerungsgruppen verwendet. Seit 1969 ist Französisch in Kanada neben dem Englischen eine der Amtssprachen des gesamten Landes.
Bezeichnungen der Frankokanadier sind je nach Provinz:
- Franko-Quebecer, Quebecer (Franco-Québécois, Québécois)
- Franko-Neufundländer und Franko-Labradorianer (Franco-Terre-Neuviens und Franco-Labradoriens)
- Franko-Neubraunschweiger (Franco-Néo-Brunswickois)
- Franko-Neuschottländer (Franco-Néo-Écossais)
- Franko-Prinz-Eduardianer (Franco-Prince-Édouardiens)
- Franko-Ontarier (Franco-Ontariens, Franco-Ontarois, Ontarois)
- Franko-Manitobaner (Franco-Manitobains)
- Franko-Saskatchewaner (Fransaskois, Franco-Saskatchewanais)
- Franko-Albertaner (Franco-Albertains)
- Franko-Kolumbianer (Franco-Colombiens)
- Franko-Territorianer (Franco-Ténois)
- Franko-Nunavuter (Franco-Nunavois)
- Franko-Yukoner (Franco-Yukonnais)

Die frankophonen Bewohner Québecs, Ontarios und der westlichen Provinzen bezeichnen sich selbst entweder als Kanadier (Canadiens) oder als Bewohner ihrer Provinz. Die frankophonen Bewohner der sogenannten Seeprovinzen, d. h. von Nouveau Brunswick/New Brunswick, Nouvelle Écosse/Nova Scotia und Île-du-Prince-Édouard/Prince Edward Island, bezeichnen sich hingegen bevorzugt als Kanadier (Canadiens) oder Akadier oder auch als Franko-Akadier (Acadiens, Franco-Acadiens).
Die Vorfahren der meisten frankophonen Kanadier sind die französischen Siedler, die sich im 17. Jahrhundert am Sankt-Lorenz-Strom und in Neuschottland (Nouvelle Écosse/Nova Scotia) niederließen (siehe Geschichte Kanadas). Im Lauf der Jahrhunderte haben sich zudem Einwanderer aus aller Welt in die frankophonen Bevölkerungsgruppen Kanadas eingegliedert, wie z. B. zahlreiche Iren, die sich aufgrund ihrer katholischen Religion den frankophonen Milieus oft näher fühlten als den mehrheitlich protestantischen Anglophonen. Viele frankophone Kanadier stammen von den Einwanderern der jüngeren Zeit ab und sind z. B. haitianischen oder arabischen Ursprungs.
In den 1970er Jahren war insbesondere in Québec „Pepsis“ als ironische (Selbst)bezeichnung der Frankokanadier in Umlauf. Als Tertium Comparationis diente dabei, dass das gleichnamige Getränk (Pepsi-Cola) als kostengünstiges Imitat von Coca-Cola galt; demnach waren Frankokanadier eine „billige“, unvollständige Variante der eigentlichen, „echten“, d. h. anglophonen Kanadier.